# Lubriano
Lubriano – miejscowość i gmina we Włoszech, w regionie Lacjum, w prowincji Viterbo.
Według danych na rok 2004 gminę zamieszkiwało 918 osób, 57,4 os./km².